# Alberto Tarantini
Alberto César Tarantini (Ezeiza, 3 de dezembro de 1955) é um ex-futebolista argentino. Foi campeão do mundo pela seleção de seu país na Copa do Mundo FIFA de 1978.
Considerado um dos maiores laterais-esquerdos do futebol argentino, Tarantini é um dos pouquíssimos jogadores a figurarem entre os grandes ídolos dos arquirrivais Boca Juniors  e River Plate. Embora torcedor do River, começou no Boca por questões econômicas: era mais próximo de sua casa e, com isso, mais barato, ir treinar no rival.
No Boca, Tarantini foi considerado o sucessor de outro grande ídolo xeneize, Silvio Marzolini, e não tardou para chegar à Seleção Argentina. Fez parte de um dos elencos mais lembrados da equipe auriazul, o que ganhou tanto o campeonato nacional (este, em uma final contra o River) quanto o metropolitano em 1976 e também a Taça Libertadores da América de 1977, a primeira do Boca. Todavia, por desentendimentos com a diretoria - algo corriqueiro para os jogadores boquenses na presidência de Alberto Jacinto Armando  - Tarantini deixou o clube em 1978.
Mesmo sem clube, atuou como titular na Copa do Mundo de 1978, sendo campeão no primeiro título mundial argentino e eleito o melhor de sua posição no torneio, sendo um dos que marcaram gols no polêmico 6 x 0 sobre o Peru que classificou a Argentina para a final. Assim como seus colegas de Albiceleste Osvaldo Ardiles e Ricardo Villa, foi jogar na Inglaterra após a Copa, atuando uma temporada no Birmingham City.
Logo retornou à Argentina, como jogador do Talleres, ficando um semestre no clube de Córdoba até finalmente ser contratado pela equipe pela qual torcia. No River, passou a ser utilizado como zagueiro, fazendo grande dupla com Daniel Passarella. Foi campeão metropolitano já em 1980 e nacional em 1981, na equipe que reuniu boa parte do time titular que a Argentina utilizaria dali a um ano, na Copa do Mundo de 1982: além dele e de Passarella, Ubaldo Fillol, Américo Gallego, Ramón Díaz, Mario Kempes e Julio Olarticoechea foram os riverplatenses chamados para o mundial da Espanha.
Tarantini deixou o River em 1983, atuando por mais seis anos no futebol francês e suíço.

## Prêmios e Honrarias
- 2016 - Um dos 11 eleitos pela AFA para a Seleção Argentina de Todos os Tempos.[7]
- IFFHS ALL TIME ARGENTINA MEN'S DREAM TEAM (Time B)[8]